# Panini Comics
Panini Comics é uma editora italiana de histórias em quadrinhos pertencente ao grupo editorial Panini.
Oriunda de uma reunião na Itália de várias editoras que publicavam separadamente os títulos da Marvel Comics, originalmente conhecida como Marvel Italia. A Marvel foi convencida, em 1994, por Marco M. Lupoi, a estabelecer a nova empresa - concentrada na Panini Edizioni, de Módena.

## Panini Brasil
A Panini Brasil Ltda, com sede em Barueri, começou sua participação no mercado brasileiro, com a publicação de livros ilustrados e imagens autocolantes (figurinhas).
A Editora chegou ao país em 1988, através de uma parceria com a Editora Abril, desfeita em 1995, contudo, a distribuição continuou sendo feita pela Dinap, empresa pertencente a Abril.
Dentre os álbuns, estavam aqueles com figuras dos campeonatos nacional e mundiais de futebol, dos filmes da série Harry Potter, etc.
Desde de 2002, publica quadrinhos da Marvel e DC Comics, cujas edições são feitas pela Mythos Editora, responsável pela publicação dos fumetti, como Mágico Vento e Tex.
É a atual responsável também pela publicação dos quadrinhos da Turma da Mônica, segundo contrato assinado com os Estúdios Maurício de Sousa em outubro de 2010, em vigor a partir de 7 de abril de 2011, devido a expiração do contrato da Editora Globo com os Estúdios Mauricio de Sousa.
Tem uma divisão voltada para a publicação de mangás, a Planet Manga, sendo responsável por inúmeras séries famosas, como Dragon Ball, Naruto, One Piece, Bleach, One Punch Man entre outros.
Também publicou o Almanaque Clássicos do Bumerangue, um almanaque que trazia personagens de Hanna-Barbera como: Zé Colméia, Formiga Atômica, Maguila, Pepe Legal entre outros.
Em agosto de 2017, a Panini resolve sair da distribuição da Total (antiga DINAP) e cria um sistema de distribuição próprio, contratando distribuidoras regionais como a Infoglobo do Grupo Globo no Estado do Rio de Janeiro e a AR no Estado de São Paulo.